# 62e cérémonie du Deutscher Filmpreis
La 62e cérémonie des Deutscher Filmpreis, organisée par la Deutsche Filmakademie (« Académie du film allemand »), s'est déroulée le 27 avril 2012 au Friedrichstadt-Palast à Berlin, et a récompensé les films sortis en 2011.

## Palmarès
- Meilleur film :
  -  Pour lui (Halt auf freier Strecke) d'Andreas Dresen
  -  Barbara de Christian Petzold
  -  Guerrière (Kriegerin) de David Wnendt
  - Anonymous de Roland Emmerich
  - Trois quarts de lune (Dreiviertelmond) de Christian Zübert
  - Hell de Tim Fehlbaum